# حكايا الليل (مسلسل)
حكايا الليل هو مسلسل درامي سوري، أُنتج عام 1972، أخرجه غسان جبري وساعدته في الإخراج هند ميداني. كتب النصوص والأفكار محمد الماغوط. يُصنّف المسلسل ضمن الأعمال الدرامية التي مزجت بين البعد الرمزي والنقد الاجتماعي، وضم مجموعة من القصص القصيرة التي تعكس هموم الإنسان العربي بأسلوب أدبي ساخر وعميق.

## قصة المسلسل
يندرج العمل ضمن فئة الدراما الاجتماعية، قدّم قصصاً منفصلة تعكس جوانب مختلفة من الحياة والمجتمع في تلك الفترة. عادةً ما كانت هذه النوعية من المسلسلات القصيرة أو "السهرات التلفزيونية" شائعة في السبعينيات، حيث كانت تُعرض في قالب حكائي يميل إلى البساطة وعمق المعالجة للقضايا الإنسانية أو الاجتماعية.

## طاقم العمل
- محمد خير حلواني
- علي الرواس
- رياض نحاس
- أميمة الطاهر
- بسام لطفي
- يوسف شويري
- غادة كيلاني
- فهد كعياتي
- محمود جركس
- سليم صبري
- سهيل كنعان
- ايلي غريبة
- فايزة شاويش
- ميليا فؤاد
- احمد طرابيشي
- عدنان بركات
- انور البابا
- عمر حجو
- هالة شوكت
- نصوح السادات
- صالح الحايك
- عبد الله النشواتي
- زياد مولوي
- عبد الرحمن الرشي
- نزار فؤاد
- عمر قنوع
- عبد السلام الطيب
- سلوى سعيد
- حسين صيداوي
- ابراهيم جعفري
- محمد جبولي
- ياسين بقوش
- احمد قنوع
- هيثم بقوش
- لينا باتع
- عدنان دعبول
- عبد الفتاح المزين
- يوسف حنا
- رياض شحرور
- سليم كلاس
- عبد السلام ابو الشامات
- مها الصالح
- ظفيرة قطان
- بسام علايا
- ياسر العظمة
- ناجي جبر
- محمد خير عليوي
- يولاند اسمر
- مظهر الحكيم
- عدنان عاقل
- مظهر جيلاني
- صالح خلفي
- دريد لحام
- وليد سمان